# Cayetana Fitz-James Stuart
 María del Rosario Cayetana Fitz-James Stuart y de Silva, principalmente conosciuta come Cayetana d'Alba o La duchessa d'Alba, diciottesima duchessa di Alba de Tormes e nona duchessa di Berwick (Madrid, 28 marzo 1926 – Siviglia, 20 novembre 2014), è stata una nobile spagnola, capo della Casa d'Alba dal 1955 al 2014, terza donna a detenere il titolo a pieno diritto.
Il suo titolo nobiliare più importante era quello di duchessa d'Alba, ma ne possedeva in totale oltre cinquanta. Secondo il Guinness dei primati è stata la nobildonna con più titoli riconosciuti da un governo esistente rispetto a qualsiasi altra nobile del mondo: fu cinque volte duchessa, diciotto volte marchesa, venti contessa, viscontessa, contessa-duchessa e connestabilessa, oltre a essere quattordici volte grande di Spagna, la più alta dignità nobiliare del regno. Con un patrimonio di oltre 600 milioni di dollari è stata inoltre una delle donne più ricche di Spagna.
Cayetana è stata una discendente di Giacomo II d'Inghilterra per il tramite del figlio illegittimo di quest'ultimo, James FitzJames, primo duca di Berwick. James FitzJames nacque da una relazione extraconiugale tra Giacomo II e Arabella Churchill, sorella di John Churchill, primo duca di Marlborough. Questo lignaggio conferiva a Cayetana legami con figure storiche di rilievo del Regno Unito del XX secolo: Winston Churchill, statista e primo ministro britannico, e Diana Spencer, principessa di Galles. Inoltre, Cayetana vantò un'ascendenza risalente a Cristoforo Colombo, attraverso Catalina Ventura Colón de Portugal y Ayala-Toledo (*1690 †1739), nona duchessa di Veragua. Catalina discese da Isabel Colón, figlia di Diego Colombo, a sua volta figlio del celebre navigatore genovese. Sposando James FitzJames, secondo duca di Berwick, Catalina diede origine al ramo dei Fitz-James Stuart stabilitosi in Spagna.

## Biografia
Nacque la notte del 28 marzo 1926 in una delle stanze del Palazzo di Liria. Al momento della sua nascita, suo padre era in riunione con tre dei suoi migliori amici: il dottor Gregorio Marañón, medico della famiglia, il filosofo José Ortega y Gasset e lo scrittore Ramón Pérez de Ayala. Il parto fu assistito da una levatrice.
Fu battezzata il 17 aprile 1926 nella cappella del Palazzo reale di Madrid, con padrini il Alfonso XIII di Spagna e sua moglie Vittoria Eugenia di Battenberg. Per il battesimo fu portata la fonte battesimale di san Domenico di Guzmán, utilizzata solo per battezzare monarchi o loro discendenti. Fu battezzata da Francisco Muñoz Izquierdo, patriarca delle Indie e vicario generale castrense, con i nomi di María del Rosario, per sua madre, Cayetana - come Maria Teresa Cayetana de Silva, duchessa d'Alba, dipinta da Francisco Goya - Alfonsa, per il suo padrino, Victoria Eugenia, per la sua madrina, Francisca, per la devozione di suo padre per san Francesco d'Assisi, Paula Lourdes Antonia Josefa Fausta Rita Castor Dorotea Santa Esperanza.
Quasi tutti la conoscevano come Cayetana, il nome che lei preferiva. Suo padre la chiamava Tanuca e la regina Sofia di Grecia e altri intimi la chiamavano Tana.

### Malattia della madre e vita a Parigi
Pochi mesi dopo la nascita di Cayetana, sua madre contrasse la tubercolosi. Per evitare contagi, fu predisposta una parte del palazzo di Liria solo per Cayetana e il personale di servizio si adoperò affinché Cayetana non si avvicinasse alla madre. 
Quando Cayetana ebbe quattro anni, intraprese un viaggio con il padre a Roma e, nel maggio del 1931, un mese dopo la proclamazione della Seconda Repubblica, il duca di Alba inviò la figlia Cayetana a Parigi. Si alloggiò presso l'hotel Prince de Galles insieme alla nonna materna, la duchessa di Híjar. A Parigi, fu operata di appendicite e, durante la convalescenza, ricevette la visita del re Alfonso XIII.
Nel 1933, il duca di Alba e la figlia Cayetana viaggiarono in Egitto. La madre, María del Rosario, morì l'11 gennaio 1934, quando Cayetana aveva otto anni, e fu sepolta nel pantheon dei duchi di Alba a Loeches. Nel giugno del 1934, Cayetana si trasferì a Madrid per ricevere la prima comunione nell'oratorio del palazzo di Liria, dopo di che tornò nella capitale francese. Studiò due corsi, tra il 1934 e il 1936, presso l'Istituto della Assunzione di Parigi.

### Soggiorni a Londra
Nel luglio del 1936, ebbe inizio la guerra civile spagnola. Il duca d'Alba lasciò il palazzo di Liria e, per proteggere il suo patrimonio, depositò i suoi principali dipinti nei sotterranei del Banco de España. Gli arazzi e i gobelini furono trasferiti alla Reale Fabbrica di Arazzi, mentre i documenti archiviati nella sua biblioteca furono inviati all'ambasciata del Regno Unito a Madrid, garantendone così la conservazione.
Il Palazzo di Liria rimase abitato solo da una domestica e da suo marito. Il 17 novembre del 1936, aerei tedeschi della Legione Condor bombardarono Madrid, provocando un incendio al terzo piano del palazzo. Questo fu domato, ma la domestica Paquita Anón, che lavorava per la casa dal 1907, riferì che successivamente alcuni soldati repubblicani entrarono, saccheggiando ciò che rimaneva e incendiando nuovamente l'edificio. Di quest'ultimo rimasero solo le quattro facciate. In questo contesto drammatico, uno zio paterno di Cayetana, Hernando Fitz-James Stuart, duca di Peñaranda, fu assassinato a Paracuellos de Jarama il 7 novembre 1936.
Il duca d'Alba si stabilì presso l'hotel Claridge's di Londra, dove, insieme a sua figlia, apprese della distruzione del Palazzo di Liria. Il 21 novembre del 1937, fu nominato ambasciatore della Spagna franchista nel Regno Unito.
Nel 1936 Cayetana fu mandata al Palazzo de las Dueñas a Siviglia, dove trascorse la maggior parte della guerra civile, fatta eccezione per alcuni altri brevi soggiorni a Londra con suo padre. Era accompagnata dalla zia paterna, Eugenia Sol, e dai suoi figli Carlos, conte di Teba, e Jaime, marchese di Ardales, nonché dai nipoti Carlos e Fernando Falcó. Eugenia Falcó, appassionata di corride, ippica e cultura popolare, risiedeva solitamente a Siviglia.
Alla fine della guerra civile, nel 1939, Cayetana si trasferì definitivamente a Londra con suo padre. Trascorse le estati del 1939 e del 1940 nella casa della famiglia Hohenlohe in Boemia, dove assistette all'occupazione tedesca della Cecoslovacchia.
Durante il suo soggiorno a Londra, Cayetana visse in prima persona i bombardamenti tedeschi della seconda guerra mondiale. Per proteggersi, il duca d'Alba affittò una casa nei pressi di Albury Park dalla duchessa di Northumberland, Helen Percy. In diverse occasioni, Cayetana fece visita alla residenza del suo lontano parente sir Winston Churchill, primo ministro del Regno Unito. Suo padre organizzava cene cui partecipavano figure di spicco, come il politico laburista Aneurin Bevan e l'esiliato politico Salvador de Madariaga.
Cayetana frequentò un collegio di suore a Kensington, dove ebbe una rigorosa educazione, integrata da lezioni a casa. Già padrona dell'inglese, suo padre le assegnò un'istitutrice tedesca per imparare il tedesco. Ricevette anche lezioni di spagnolo e cultura spagnola, e arrivò a parlare, oltre al castigliano, inglese, francese e tedesco. A Londra, Cayetana entrò in contatto con un nipote di Lev Tolstoj, nonché con il nobile italiano Aspreno II Colonna, il conte Gannet e il nobile austriaco Michael Windisch Graetz. In questo periodo, durante le feste organizzate dalle amiche di Cayetana, incontrava frequentemente la duchessa di York, destinata a diventare la futura regina Elisabetta II del Regno Unito.
Dal 1942 il duca d'Alba volle allontanare sua figlia dal conflitto e la mandò per lunghi periodi in Spagna. Rimase con sua nonna, la duchessa di Híjar, a Madrid e con sua zia, Eugenia Sol, a Siviglia. A Madrid si unì all'Obra Luisa de Marillac, che svolgeva opere di carità nelle baraccopoli attorno alla città, e iniziò a impegnarsi in altre opere filantropiche nel collegio dei salesiani.
Il 27 aprile 1943 Cayetana debuttò in società durante una celebrazione che ebbe luogo nel Palazzo de las Dueñas a Siviglia. Franco desiderava che il debutto in società di Cayetana coincidesse con quello di sua figlia Carmen, ma il duca d'Alba si oppose. Il padre regalò a Cayetana il ducato di Montoro, con la dignità di grande di Spagna. Per la festa furono inviate 2000 personalità. Vi furono nobili, ambasciatori e personaggi della cultura. Cayetana ricevette in dono dalla Hermandad de la Macarena uno stendardo antico e alcuni coloni di Olivares le regalarono uno scialle di Manila. Il duca d'Alba donò una generosa somma di denaro al comune affinché fosse destinata a opere benefiche. L'evento apparve in un reportage del New York Times, ma la rivista spagnola Dígame non lo coprì nemmeno e le pagine di società di altre pubblicazioni spagnole dedicarono pochissimo spazio all'evento a causa dell'affronto fatto a Franco.
Nella primavera del 1943, Cayetana ebbe una breve relazione con il torero Pepe Luis Vázquez.
Nel giugno del 1943 il duca d'Alba firmò un manifesto, insieme a numerosi procuratori nelle Cortes, affinché Franco restaurasse la monarchia. Nel marzo del 1945, Giovanni di Borbone-Spagna, attraverso il Manifesto di Losanna, prese posizione a favore degli alleati che avevano vinto la seconda guerra mondiale e chiese ai monarchici del regime di Franco di abbandonare i loro incarichi. Fu allora che il duca d'Alba decise di dimettersi dalla sua posizione di ambasciatore.
Rientrata in Spagna, seguendo il consiglio paterno si sposò a Siviglia con Luis Martínez de Irujo y Artázcoz. Durante gli anni 50 e 60 fu sempre presente nelle riviste popolari, presenziando ai grandi avvenimenti e organizzando feste alle quali partecipavano personalità importanti come Jacqueline Kennedy Onassis o Grace di Monaco, riuscendo in questo modo anche a dare una buona visibilità all'estero della Spagna dominata dalla dittatura.

### Malattia e morte
Morì il 20 novembre 2014 all'età di 88 anni nel Palacio de las Dueñas di Siviglia a causa di complicazioni provocate da una polmonite. Le esequie si tennero il giorno seguente nella cattedrale di Siviglia e furono celebrate dal cardinale e arcivescovo emerito Carlos Amigo Vallejo. La salma venne cremata: le ceneri furono divise fra la chiesa sivigliana del Cristo de los Gitanos e il pantheon monumentale della casa d'Alba a Loeches, nell'area metropolitana di Madrid.

## Matrimoni e discendenza
Cayetana si sposò tre volte.

### Primo matrimonio
Il primo, con Luis Martínez de Irujo y Artázcoz, fu molto criticato per l'enorme costo, 20 milioni di pesetas dell'epoca, ma durò fino alla morte dell'uomo avvenuta nel 1972 e vide la nascita di sei figli, ognuno dei quali può fregiarsi del titolo di Grande di Spagna:
- Carlos Juan (Madrid, 2.X.1948), quattordicesimo duca di Huéscar, a partire dal 23 aprile 1954 e dal 16 giugno 2015 diciannovesimo duca d'Alba, incaricato dell'amministrazione del casato e della Fondazione di Casa d'Alba;
- Alfonso (Madrid, 23.I.1950), diciannovesimo duca di Híjar a partire dal 6 aprile 2013[b 31];
- Jacobo (Madrid, 15.VII.1954), ventiquattresimo conte di Siruela a partire dal 9 giugno 1982);
- Fernando (Madrid, 11.VII.1959), dodicesimo marchese di San Vicente del Barco a partire dal 26 gennaio 1994;
- Cayetano (Madrid, 4.IV.1963), quarto duca di Arjona a partire dal 15 maggio 2013;
- Eugenia (Madrid, 26.XI.1968), tredicesima duchessa di Montoro a partire dal 24 novembre 1994.

### Secondo matrimonio
Nel 1978 venne celebrato il secondo matrimonio con Jesús Aguirre y Ortiz de Zárate, persona non troppo amata dall'entourage della duchessa e ancora meno dall'ambiente aristocratico. L'uomo era infatti un ex sacerdote nato da una donna non sposata. Ciononostante i rapporti con i figli furono ottimi fin dal principio, in particolare con Carlos con il quale riuscì a mettere ordine nel patrimonio familiare e realizzando un esaustivo inventario delle opere d'arte conservate nei vari palazzi e residenze. L'uomo morì nel 2001 a causa di un cancro alla laringe.

### Terzo matrimonio
Nel 2011 la duchessa fu inserita nella lista di Vanity Fair delle donne più eleganti e nello stesso anno passò a terze nozze, con Alfonso Díez Carabantes, amico del secondo marito e di oltre 26 anni più giovane. Il matrimonio, ma anche il fidanzamento, fece la felicità della stampa scandalistica ma creò un forte disaccordo con i figli. La nobildonna si riconciliò con figli e nipoti concedendo il suo patrimonio personale.

## Ascendenza
|                                                   |                  |                                                                 | Genitori                                |  |  | Nonni |  |  | Bisnonni                 |  |  | Trisnonni                       |  |
|                                                   |                  |                                                                 |                                         |  |  |       |  |  | Jacobo Fitz-James Stuart |  |  | Carlos Miguel Fitz-James Stuart |  |
|                                                   |                  |                                                                 |                                         |  |  |       |  |  | Jacobo Fitz-James Stuart |  |  | Carlos Miguel Fitz-James Stuart |  |
|                                                   |                  | Rosalia Ventimiglia di Grammonte                                |                                         |  |  |       |  |  | Jacobo Fitz-James Stuart |  |  |                                 |  |
| Carlos María Fitz-James Stuart                    |                  |                                                                 |                                         |  |  |       |  |  | Jacobo Fitz-James Stuart |  |  |                                 |  |
|                                                   |                  | María Francisca de Sales de Portocarrero                        | Cipriano de Portocarrero                |  |  |       |  |  |                          |  |  |                                 |  |
|                                                   |                  | María Francisca de Sales de Portocarrero                        | Cipriano de Portocarrero                |  |  |       |  |  |                          |  |  |                                 |  |
|                                                   |                  | María Francisca de Sales de Portocarrero                        | María Manuela Kirkpatrick               |  |  |       |  |  |                          |  |  |                                 |  |
| Jacobo Fitz-James Stuart                          |                  | María Francisca de Sales de Portocarrero                        |                                         |  |  |       |  |  |                          |  |  |                                 |  |
|                                                   |                  | Manuel Falcó                                                    | Juan Falcó                              |  |  |       |  |  |                          |  |  |                                 |  |
|                                                   |                  | Manuel Falcó                                                    | Juan Falcó                              |  |  |       |  |  |                          |  |  |                                 |  |
|                                                   |                  | Manuel Falcó                                                    | Carolina d'Adda                         |  |  |       |  |  |                          |  |  |                                 |  |
| María del Rosario Falcó                           |                  | Manuel Falcó                                                    |                                         |  |  |       |  |  |                          |  |  |                                 |  |
|                                                   |                  | María del Pilar Osorio                                          | Felipe María Osorio                     |  |  |       |  |  |                          |  |  |                                 |  |
|                                                   |                  | María del Pilar Osorio                                          | Felipe María Osorio                     |  |  |       |  |  |                          |  |  |                                 |  |
|                                                   |                  | María del Pilar Osorio                                          | Francisca de Asís Gutiérrez de los Ríos |  |  |       |  |  |                          |  |  |                                 |  |
| Cayetana                                          |                  | María del Pilar Osorio                                          |                                         |  |  |       |  |  |                          |  |  |                                 |  |
|                                                   | Alfonso de Silva | Andrés Avelino de Silva                                         |                                         |  |  |       |  |  |                          |  |  |                                 |  |
|                                                   | Alfonso de Silva | Andrés Avelino de Silva                                         |                                         |  |  |       |  |  |                          |  |  |                                 |  |
|                                                   | Alfonso de Silva | María Isabel Campbell y Vicent                                  |                                         |  |  |       |  |  |                          |  |  |                                 |  |
| Alfonso de Silva                                  | Alfonso de Silva |                                                                 |                                         |  |  |       |  |  |                          |  |  |                                 |  |
|                                                   |                  | María del Dulce Nombre Fernández de Córdoba y Pérez de Barradas | Luis Fernández de Córdoba               |  |  |       |  |  |                          |  |  |                                 |  |
|                                                   |                  | María del Dulce Nombre Fernández de Córdoba y Pérez de Barradas | Luis Fernández de Córdoba               |  |  |       |  |  |                          |  |  |                                 |  |
|                                                   |                  | María del Dulce Nombre Fernández de Córdoba y Pérez de Barradas | Ángela Pérez de Barradas                |  |  |       |  |  |                          |  |  |                                 |  |
| María del Rosario de Silva y Gurtubay             |                  | María del Dulce Nombre Fernández de Córdoba y Pérez de Barradas |                                         |  |  |       |  |  |                          |  |  |                                 |  |
|                                                   |                  | Juan Cruz Gurtubay y Meaza                                      | Simón Gurtubay y Zubero                 |  |  |       |  |  |                          |  |  |                                 |  |
|                                                   |                  | Juan Cruz Gurtubay y Meaza                                      | Simón Gurtubay y Zubero                 |  |  |       |  |  |                          |  |  |                                 |  |
|                                                   |                  | Juan Cruz Gurtubay y Meaza                                      | Rosalía Meaza y Basterra                |  |  |       |  |  |                          |  |  |                                 |  |
| María del Rosario Gurtubay y González de Castejón |                  | Juan Cruz Gurtubay y Meaza                                      |                                         |  |  |       |  |  |                          |  |  |                                 |  |
|                                                   |                  | Adelaida González de Castejón y Torres                          | Luis González de Castejón y Gil-Delgado |  |  |       |  |  |                          |  |  |                                 |  |
|                                                   |                  | Adelaida González de Castejón y Torres                          | Luis González de Castejón y Gil-Delgado |  |  |       |  |  |                          |  |  |                                 |  |
|                                                   |                  | Adelaida González de Castejón y Torres                          | Adelaida Torre de Lequerica y Uríbarri  |  |  |       |  |  |                          |  |  |                                 |  |
|                                                   |                  | Adelaida González de Castejón y Torres                          |                                         |  |  |       |  |  |                          |  |  |                                 |  |

### Ascendenza colombiana
| Antonio Colombo - *1320 †? |  |                 |  |                                                                                                   |
|                            |  | Luca - *1360 †? |  |                                                                                                   |
|                            |  |                 |  |                                                                                                   |
|                            |  |                 |  | Giovanni - *1390 †1442                                                                            |
|                            |  |                 |  |                                                                                                   |
|                            |  |                 |  | Domenico - *1418 †1499/1500                                                                       |
|                            |  |                 |  |                                                                                                   |
|                            |  |                 |  | Cristoforo - *1451 †1506                                                                          |
|                            |  |                 |  |                                                                                                   |
|                            |  |                 |  | Diego - *1479~1480 †1526                                                                          |
|                            |  |                 |  |                                                                                                   |
|                            |  |                 |  | Isabel - *1513 †1551                                                                              |
|                            |  |                 |  |                                                                                                   |
|                            |  |                 |  | Álvaro - *1532 †1581                                                                              |
|                            |  |                 |  |                                                                                                   |
|                            |  |                 |  | Nuño Álvares, IV Duca di Veragua - *~1570 †1622                                                   |
|                            |  |                 |  |                                                                                                   |
|                            |  |                 |  | Álvaro Jacinto, V Duca di Veragua - *1598 †1636                                                   |
|                            |  |                 |  |                                                                                                   |
|                            |  |                 |  | Pedro Nuño, VI Duca di Veragua - *1628 †1673                                                      |
|                            |  |                 |  |                                                                                                   |
|                            |  |                 |  | Pedro Manuel, VII Duca di Veragua - *1651 †1710                                                   |
|                            |  |                 |  |                                                                                                   |
|                            |  |                 |  | Catalina, IX Duchessa di Veragua - *1690 †1739 ⚭ James FitzJames, II Duca di Berwick, *1696 †1738 |
|                            |  |                 |  |                                                                                                   |
|                            |  |                 |  | Jacobo Francisco, III Duca di Berwick e X Duca di Veragua - *1718 †1785                           |
|                            |  |                 |  |                                                                                                   |
|                            |  |                 |  | Carlos Genaro, IV Duca di Berwick e XI Duca di Veragua - *1752 †1787                              |
|                            |  |                 |  |                                                                                                   |
|                            |  |                 |  | Jacobo Felipe, V Duca di Berwick - *1773 †1794                                                    |
|                            |  |                 |  |                                                                                                   |
|                            |  |                 |  | Carlos Miguel, XIV duca d'Alba - *1794 †1835                                                      |
|                            |  |                 |  |                                                                                                   |
|                            |  |                 |  | Jacobo, XV duca d'Alba - *1821 †1881                                                              |
|                            |  |                 |  |                                                                                                   |
|                            |  |                 |  | Carlos Maria, XVI duca d'Alba - *1849 †1901                                                       |
|                            |  |                 |  |                                                                                                   |
|                            |  |                 |  | Jacobo María, XVII duca d'Alba - *1878 †1953                                                      |
|                            |  |                 |  |                                                                                                   |
|                            |  |                 |  | Cayetana Fitz-James Stuart, XVIII duchessa d'Alba - *1926 †2014                                   |
|                            |  |                 |  |                                                                                                   |

## Titoli

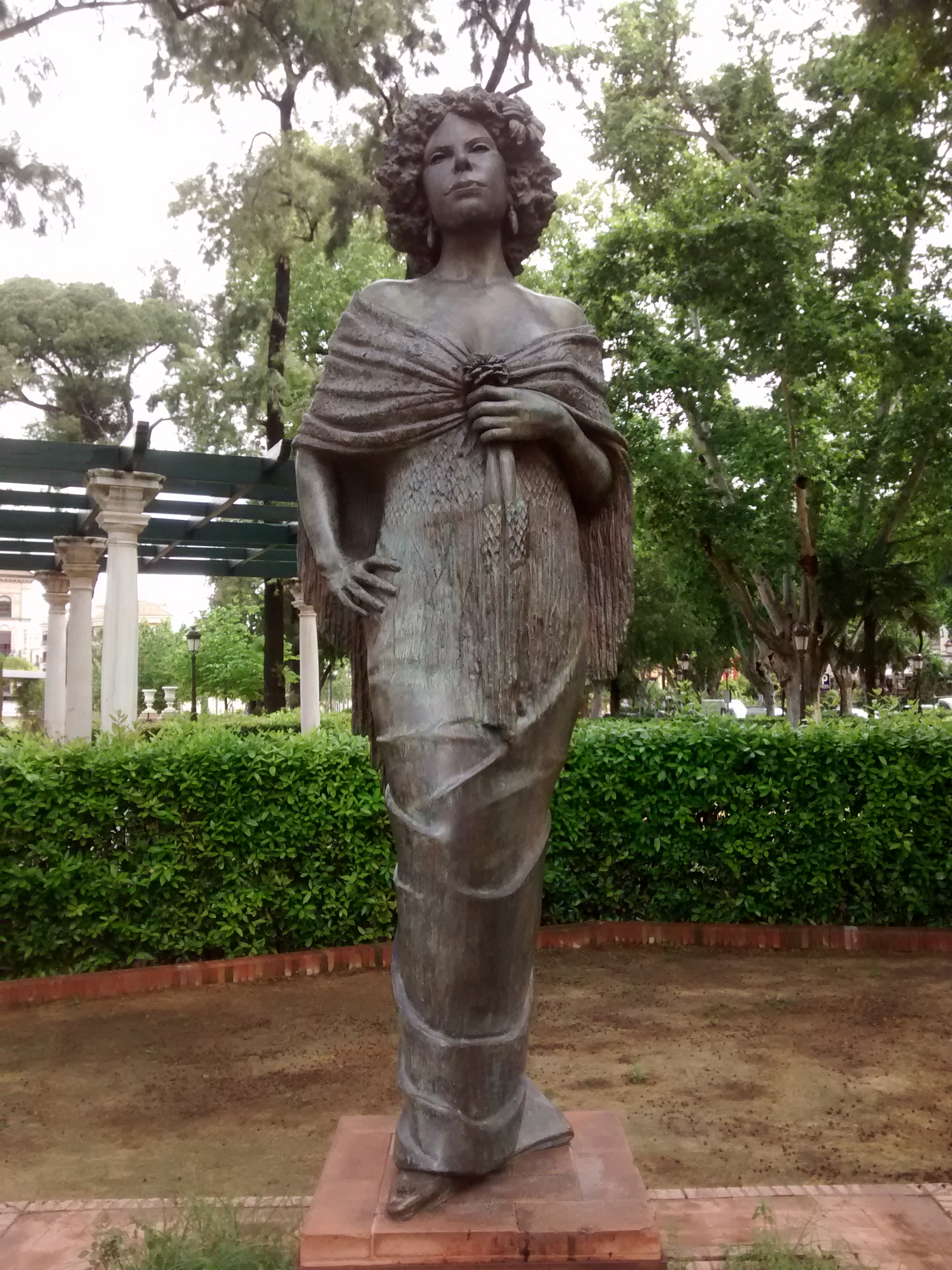
Monumento a Cayetana Fitz-James Stuart, XVIII duchessa d'Alba a Siviglia

### Titoli con Grandato di Spagna
Ducati
- XVIII duchessa d'Alba
- XV duchessa d'Aliaga[3]
- IV duchessa di Arjona[4][b 33]
- XI duchessa di Berwick[5]
- XVII duchessa di Híjar[3][b 34]
- XI duchessa di Liria e Xérica
- XI duchessa di Montoro[6]

Contea-Ducati
- XII contessa-duchessa di Olivares

Marchesati
- XVII marchesa di El Carpio

Contee
- XXVII contessa di Aranda[3][b 35]
- XXII contessa di Lemos
- XX contessa di Lerín, Condestablesa di Navarra
- XX contessa di Miranda del Castañar
- XVI contessa di Monterrey
- XX contessa di Osorno
- XVIII contessa di Palma del Río[3][b 36]
- XII contessa di Salvatierra[4]
- XXII contessa di Siruela[7]

### Titoli senza Grandato di Spagna
Marchesati
- XVI marchesa di La Algaba
- XVI marchesa di Almenara[3][b 37]
- XVIII marchesa di Barcarrota
- X marchesa di Castañeda
- XXIII marchesa di Coria
- XIV marchesa di Eliche
- XVI marchesa di Mirallo
- XX marchesa di la Mota
- XX marchesa di Moya
- XVII marchesa di Orani[3][b 38]
- XII marchesa di Osera
- XIV marchesa di San Leonardo
- XIX marchesa di Sarria
- XII marchesa di Tarazona
- XV marchesa di Valdunquillo
- XVIII marchesa di Villanueva del Fresno
- XVII marchesa di Villanueva del Río

Contee
- XIX contessa di Andrade
- XIV contessa di Ayala
- XVI contessa di Casarrubios del Monte
- XVI contessa di Fuentes de Valdepero
- XI contessa di Fuentidueña
- XVII contessa di Galve
- XVIII contessa di Gelves
- XVI contessa di Guimerá[3][b 39]
- XXI contessa di Modica (Regno di Sicilia)[8]
- XXIV contessa di Ribadeo[3][b 40]
- XXV contessa di San Esteban de Gormaz
- XII contessa di Santa Cruz de la Sierra
- XX contessa di Villalba

Viscontee
- XII viscontessa di la Calzada

Baronie
- XI baronessa di Bosworma[5]

Signorie
- XXIX signora di Moguer

### Esplicative
1. ↑  Marchesa di San Vicente del Barco.
2. ↑  Il "Manifesto di Losanna" fu un documento reso pubblico da don Giovanni di Borbone-Spagna il 19 marzo 1945 a Losanna, dove risiedeva. In questo manifesto, il pretendente al trono di Spagna ruppe con la dittatura del generale Franco, il cui regime veniva descritto come "ispirato fin dall'inizio ai sistemi totalitari delle potenze dell'Asse", la cui sconfitta finale si sarebbe verificata un mese e mezzo dopo. Don Giovanni chiedeva a Franco di abbandonare il potere e di permettere la restaurazione della monarchia nella sua persona, in quanto figlio ed erede legittimo del re Alfonso XIII di Spagna, deceduto nel febbraio del 1941.
3. 1 2 3 4 5 6 7 8  Ceduto al figlio don Alfonso.
4. 1 2  Ceduto al figlio don Cayetano.
5. 1 2  Parìa giacobita illegittima.
6. ↑  Ceduto alla figlia doña Eugenia.
7. ↑  Ceduto al figlio don Jacobo.
8. ↑  Ceduto al figlio don Carlos.

### Bibliografiche
1. ↑  La Vanguardia.
2. ↑  Mabel Galaz.
3. ↑  Daniel Wools.
4. ↑  The Guinness Book of World Records, p. 113.
5. ↑  María Eugenia Yagüe, p. 44.
6. 1 2  Concepción Calleja, p. 26.
7. ↑  José Manuel Cuenca Toribio.
8. ↑  María Eugenia Yagüe, p. 47.
9. ↑  María Eugenia Yagüe, p. 56.
10. 1 2 3  José Luis Sampedro Escolar, p. 305.
11. ↑  Concepción Calleja, p. 27
12. ↑  Concepción Calleja, p. 28
13. ↑  El Español.
14. ↑  María Eugenia Yagüe, p. 48.
15. 1 2 3 4  Concepción Calleja, pp. 30-32.
16. ↑  Concepción Calleja, p. 41.
17. ↑  María Eugenia Yagüe, pp. 70-71.
18. ↑  María Eugenia Yagüe, p. 71.
19. ↑  María Eugenia Yagüe, p. 76.
20. 1 2  Concepción Calleja, p. 46.
21. 1 2  María Eugenia Yagüe, p. 77.
22. ↑  Tom Worden.
23. ↑  T. Ródenas.
24. ↑  telecinco.es.
25. ↑  Eduardo Jordà.
26. ↑  María Eugenia Yagüe, p. 73.
27. ↑  María Eugenia Yagüe, pp. 79-80.
28. ↑  María Eugenia Yagüe, pp. 82-85.
29. ↑  José Luis Sampedro Escolar, p. 289.
30. ↑  José Luis Sampedro Escolar, pp. 295-296.
31. ↑  María Eugenia Yagüe, p. 111.
32. ↑  Vanity Fair.
33. ↑  Boletín Oficial del Estado / 1.
34. ↑  Boletín Oficial del Estado / 2.
35. ↑  Boletín Oficial del Estado / 3.
36. ↑  Boletín Oficial del Estado / 4.
37. ↑  Boletín Oficial del Estado / 5.
38. ↑  Boletín Oficial del Estado / 6.
39. ↑  Boletín Oficial del Estado / 7.
40. ↑  Boletín Oficial del Estado / 8.
41. ↑  Boletín Oficial del Estado / 9.
42. ↑  Boletín Oficial del Estado / 10.
43. ↑  Boletín Oficial del Estado / 11.
44. ↑  Boletín Oficial del Estado / 12.
45. ↑  Boletín Oficial del Estado / 13.
46. 1 2  El Imparcial.
47. ↑  ordenconstantiniana.org.

### Storica, annalistica, trattatistica
- (EN) Alan Russell (a cura di), The Guinness Book of World Records 1998, Mint Publishers, Inc., 1998, ISBN 9780965238359.
- (ES) Concepción Calleja, Cayetana de Alba: pasión andaluza, Barcellona, Plaza & Janes, 2001, ISBN 84-01-37760-9.
- (ES) José Luis Sampedro Escolar, La Casa de Alba, Madrid, La Esfera de los Libros, 2007, ISBN 978-84-9734-595-8.
- (ES) María Eugenia Yagüe, La duquesa de Alba: la última diva de la nobleza, Madrid, La Esfera de los Libros, 2009, ISBN 9788497348058.

### Biografica
- (ES) José Manuel Cuenca Toribio, Francisco Muñoz Izquierdo, su dbe.rah.es, Real Academia de la Historia.

### Quotidiani, periodici, riviste
- (ES) José María Rondón, El día que los comunistas salvaron el tesoro de los Alba, in El Mundo, Siviglia, Unidad Editorial Internet, 2 novembre 2009.
- (ES) La duquesa de Alba cumple 85 años [La duchessa d'Alba compie 85 anni], in La Vanguardia, Barcellona, Grupo Godó, 26 marzo 2011.
- (ES) T. Ródenas, Lo que no sabías de la duquesa de Alba, in ABC, Madrid, Gruppo Vocento, 3 ottobre 2011.
- (ES) La intensa vida de la duquesa de Alba con el mundo por montera, in El Imparcial, Madrid, 5 ottobre 2011.
- (EN) Daniel Wools, Rich Spanish duchess weds for third time at age 85 [Ricca duchessa spagnola si sposa per la terza volta a 85 anni], in Chron, Houston, Hearst Newspapers, LLC, 5 ottobre 2011 (archiviato dall'url originale il 7 ottobre 2011).
- (ES) Eduardo Jordà, La mujer que tantas mujeres ha sido, in Diario de Sevilla, Siviglia, Joly Digital, 6 ottobre 2011.
- (EN) Tom Worden, So Alfonso, what did you see in that 85-year-old billionairess? Spanish duchess marries toyboy in lavish ceremony, in Mail Online, supplemento di Daily Mail, The Mail on Sunday, Londra, Associated Newspapers Ltd., 6 ottobre 2011.
- (ES) Mabel Galaz, Muere la duquesa de Alba, in El País, Madrid, Gruppo PRISA, 20 novembre 2014.
- (ES) El secreto mejor guardado de la nobleza: el lazo que une a la duquesa de Alba y Tutankamón, in El Español, Madrid, El León de El Español Publicaciones, 30 settembre 2018.
- (ES) La Duquesa, una aristócrata con clase, in Telecinco, Madrid, Mediaset España (archiviato dall'url originale il 20 ottobre 2011).

### Disposizioni delBoletín Oficial del Estado
- (ES) Decreto 753/1962 (PDF), su Boletín Oficial del Estado, Agencia Estatal Boletín Oficial del Estado, 5 aprile 1962.
- (ES) Decreto 1079/1964 (PDF), su Boletín Oficial del Estado, Agencia Estatal Boletín Oficial del Estado, 1º  aprile 1964.
- (ES) Decreto 889/1974 (PDF), su Boletín Oficial del Estado, Agencia Estatal Boletín Oficial del Estado, 29 marzo 1974.
- (ES) Real Decreto 1432/2001 [Decreto reale 1432/2001] (PDF), su Boletín Oficial del Estado, Agencia Estatal Boletín Oficial del Estado, 14 dicembre 2001.
- (ES) Disposición 3230 del BOE núm. 51 de 2010 (PDF), su Boletín Oficial del Estado, Agencia Estatal Boletín Oficial del Estado, 26 febbraio 2010.
- (ES) Disposición 3687 del BOE núm. 83 de 2013 (PDF), su Boletín Oficial del Estado, Agencia Estatal Boletín Oficial del Estado, 2 aprile 2013.
- (ES) Disposición 3688 del BOE núm. 83 de 2013 (PDF), su Boletín Oficial del Estado, Agencia Estatal Boletín Oficial del Estado, 2 aprile 2013.
- (ES) Disposición 3689 del BOE núm. 83 de 2013 (PDF), su Boletín Oficial del Estado, Agencia Estatal Boletín Oficial del Estado, 2 aprile 2013.
- (ES) Disposición 3690 del BOE núm. 83 de 2013 (PDF), su Boletín Oficial del Estado, Agencia Estatal Boletín Oficial del Estado, 2 aprile 2013.
- (ES) Disposición 3691 del BOE núm. 83 de 2013 (PDF), su Boletín Oficial del Estado, Agencia Estatal Boletín Oficial del Estado, 2 aprile 2013.
- (ES) Disposición 3692 del BOE núm. 83 de 2013 (PDF), su Boletín Oficial del Estado, Agencia Estatal Boletín Oficial del Estado, 2 aprile 2013.
- (ES) Disposición 3693 del BOE núm. 83 de 2013 (PDF), su Boletín Oficial del Estado, Agencia Estatal Boletín Oficial del Estado, 2 aprile 2013.
- (ES) Disposición 5112 del BOE núm. 116 de 2013 (PDF), su Boletín Oficial del Estado, Agencia Estatal Boletín Oficial del Estado, 26 aprile 2013.
- (ES) La Orden Constantiniana Hoy, su ordenconstantiniana.org, Sacra y Militar Orden Constantiniana de San Jorge.